# قرية سيتو بابكان بيتاوي الثقافية
قرية سيتو بابكان بيتاوي الثقافية (بالإندونيسية: Setu Babakan) هي حديقة ثقافية لشعب بتاوي، والتي تقع في جاغاكارسا في سرينغسينغ سواه في جاكرتا عاصمة إندونيسيا. تقع القرية على بعد حوالي 5 كيلومترات جنوب شرق حديقة حيوان راغونان في وسط قرية بيتاوي الثقافية، وهو موقع يعتبر جزءًا من التراث الثقافي لجاكرتا، المكرس للحفاظ على ثقافة بيتاوي الأصلية. موقع قرية بيتاوي الثقافية هو استبدال قرية كوند (بيتاوي) الثقافية السابقة التي تآكلت وتهدمت مع تقادم الوقت.

## عوامل الجذب
تبلغ مساحة قرية بيتاوي الثقافية حوالي 289 هكتار، وتنقسم إلى خمس مناطق. يتكون الجزء الأول المنطقة أ من متحف بيتاوي المؤلف من ثلاثة طوابق والمدرج والمنازل التقليدية ومناطق الورش والمرافق العامة الأخرى. غالبًا ما يتم تقديم مجموعة متنوعة من فنون شعب بتاوي الثقافية مثل الرقص على المسرح الخارجي كل أيام الأسبوع. كل عام في شهر يوليو يقام في القرية مهرجان بيتاوي الثقافي الذي يشمل حفلات الزفاف، والختان، وطقوس الحمل لمدة سبعة أشهر، وأكثر من ذلك.
في المنطقة إي من القرية يمكن العثور على بائعي الطعام والوجبات الخفيفة والمشروبات. هناك العديد من أكشاك الطعام التي تقدم مأكولات البيتاوي مثل كيراك تيلور (عجة رقيقة ممزوجة بالأرز الدبق)، وتوغ غورنغ (براعم الفول المقلي)، وأروم مانيس (خيط الحلوى)، وغيرها الكثير.
تضم القرية بحيرتين طبيعيتين هما سيتو باباكان وسيتو مانغا بولونغ. تبلغ مساحة بحيرة سيتو باباكان (تعني كلمة سيتو بحيرة صغيرة) 32 هكتارًا (79 مترًا) حيث تتدفق المياه من نهر سيلونغ ويستخدمها حاليًا بيتاويون في استزراع الأسماك للاستزراع السمكي. في البحيرة يوجد أكثر من 100 قفص شبكي عائم في لتربية أنواع مختلفة من الأسماك، بما في ذلك سمك الشبوط، البلطي، والعديد من أنواع أسماك الزينة. البحيرة هي مكان للأنشطة الترفيهية المائية، مثل التجديف، وصيد الأسماك. تزرع الحديقة المحيطة بالبحيرة بالفاكهة وغيرها من النباتات مثل الموز وجوز الهند والجوافة.